# Дробитища
Дробитища (местно произношение Дробитишча, на гръцки: Δασερή, Дасерѝ, до 1927 година Δρομπίτσιστα, Дробициста) е бивше село в Република Гърция на територията на днешния дем Преспа, област Западна Македония.

## География
Развалините на селото са разположени на западния бряг на Малкото Преспанско езеро в североизточното подножие на Цуцул.

## История

### В Османската империя
Селото е споменато в османски документ от 1481 година като Добродища.
В XIX век Дробитища е чисто българското село в Битолска каза на Османската империя. Според статистиката на Васил Кънчов („Македония. Етнография и статистика“) в 1900 година в Дроботища живеят 50 жители българи християни.
На Етнографската карта на Битолския вилает на Картографския институт в София от 1901 година Дработища е чисто българско село в Битолската каза на Битолския санджак с 9 къщи.
Цялото село е под върховенството на Цариградската патриаршия. По данни на секретаря на Българската екзархия Димитър Мишев („La Macédoine et sa Population Chrétienne“) в 1905 година в Дробитаце (Drobitatzé) има 120 българи патриаршисти гъркомани. Според Георги Трайчев през 1911/1912 година в Дробитища има 6 къщи с 48 жители.

### В Гърция
През Балканската война в селото влизат гръцки части, а след Междусъюзническата война Дробитища попада в Гърция. Боривое Милоевич пише в 1921 година („Южна Македония“), че Дробетища (Дробетишта) има 5 къщи славяни християни. Селото е унищожено през Гражданската война – жителите му се изселват и след войната им е забрането да се върнат в селото.
Преброявания
- 1913 – 50 души
- 1920 – 34 души
- 1928 – 67 души
- 1940 – 70 души

## Личности
Починали в Дробитища
- Петър Христов Германчето (1867 – 1908), войвода на ВМОРО